# Којица Паповић
Којица Поповић је јунак црногорског порекла, који је живео на просторима јужне Србије који се истакао у борби против Турака.

## Биографија

### Младост и пресељење у Јабланицу
Рођен је у селу Казанце, на Голији, код Никшића, од оца Вукашина, свештеника. Даљи преци Паповића потичу са Чева, од племена Озрова. Којица се истакао у борбама са Турцима. Био је немирног духа и истицао се храброшћу. По тим особинама прочуо се у Голији, те је постао перјаник код црногорског књаза Николе на Цетињу. Распоп Вукашин са синовима Којицом, Ђорђем, Јоксимом и Иваном, Којичиним ћеркама и синовима Митром и Радованом, као и братом Заријем и његовим синовима Радем, Марком, Савом и Пејом, који су погинули на Солунском фронту, напусти 1890. године Голију и досели у Горњу Јабланицу, у село Маровац. Од посне смонице није се живело, па се Паповићи прихватише граничарске службе. Којица постаде харамбаша чете која је бројала 120 „крсташа" из Маровца, Свирца, Сијарине, Боровца, Старе Бање, Мркоње, Врапца, Брајине, Пороштице, Тулара, Брвеника, Реткоцера, Спонца, Стубле, Секираче и Гајтана. Чету су чинили махом досељеници из Херцеговине и Црне Горе, старији ратници вични оружју.

### Први Балкански рат
Којица Паповић испољи јунаштво 1912. године у нападу на турску караулу на Вељој глави. Под бедемима турске карауле Ђуро Огњановић и Марко Вукадиновић направили су живе лествице. Под кишом турских куршума Ђуро и Марко дигоше на руке бомбаша Којицу до најмањеr отвора турске карауле. Неусграшиви Паповић није се обазирао на пушчану ватру из карауле већ је успео да убаци бомбе, које су убиле турске граничаре. После борби на Свирцу и Капији Којица се са четом прикључи српској војсци и настави ратовање са Турцима.

### Први светски рат
Учествовао је и у Првом светском рату до 1915. године. Кад наступи одступање српске војске Којица поведе породицу у Црну Гору, како би је спасао од арбанашке одмазде. На путу код Подујева пресретоше их Арбанаси ради пљачке. Но, Којица и његов син Митар и синовац Радоје потегоше пушке и убише арбанашког првака и његова два пратиоца. Арбанаси у Маровцу спалише Којичину кућу и све зграде, а имовину опљачкаше.

### Јабланичко-топличка буна
Негде 1917. кад изби Јабланичко-топличка буна, у Маровац, на згаришта, вратише се Паповићи. Којица сагради планинску колибу, наложи ватру и уведе у њу породицу. Којица и остали Паповићи беху четници до пропасти устанка. Којица се није предавао већ је комитовао. Арбанаси су га дуго пратили и чекали прилику да га убију. Којица буде издат. Једног јутра двадесетак Арбанаса опколи колибу. Кад се Којица појавио на вратима колибе осуше плотун. Убише Којицу и његову кћи Ружу, а ранише Митра. По Којичиној погибији његови синови Митар, Радован и Марко одметнуше се у срлске комите, не могавши оплакати и сахранити оца због арбанашке освете.